# 桜沢村
桜沢村（さくらざわむら）は埼玉県の北西部、大里郡に属していた村。当初は榛沢郡所属であった。

## 歴史
隣接する寄居町とは1889年（明治22年）の町村制施行に先立つ新町村編制時から合併が検討されていたが、町村制施行時点では単独の桜沢村として発足した。
1908年（明治41年）には桜沢村会、寄居町会、大里郡参事会で寄居町との合併が議決され、埼玉県知事から内務大臣へ合併の稟申書が提出されたが、内務大臣原敬はこれに許可を与えず、合併は実現しなかった。『寄居町史』（1986年）では、両町村間で大字有財産の処理をめぐる合意が得られなかったことが理由であるとしている。
1925年（大正14年）頃にも寄居町との合併運動が起こったがこれも不調に終わり、ようやく実現したのは戦時体制下の1943年（昭和18年）、秩父郡白鳥村の一部とともに合併するというものであった。
したがって、多くの資料に見られる「1908年（明治41年）3月27日　寄居町へ編入」というのは誤りである。
- 1889年（明治22年）4月1日 町村制施行により、以前の桜沢村を継承し榛沢郡桜沢村が成立する。
- 1896年（明治29年）3月29日 榛沢郡が大里郡、幡羅郡、男衾郡と統合し大里郡となる。
- 1943年（昭和18年）9月8日 秩父郡白鳥村の一部とともに寄居町へ編入される。

## 出身人物
- 松崎半三郎（森永製菓社長）